# Syndipnus lateralis
Syndipnus lateralis är en stekelart som först beskrevs av Johann Ludwig Christian Gravenhorst 1829.  Syndipnus lateralis ingår i släktet Syndipnus och familjen brokparasitsteklar. Arten är reproducerande i Sverige. Inga underarter finns listade i Catalogue of Life.